# Zehnkampf-Länderkampf der Männer 1963 BR Deutschland – Frankreich – Schweiz
| 12. Leichtathletik-Länderkampf mit bundesdeutscher Beteiligung 1963   | 12. Leichtathletik-Länderkampf mit bundesdeutscher Beteiligung 1963 |
| --------------------------------------------------------------------- | ------------------------------------------------------------------- |
|                                                                       |                                                                     |
| Zehnkampf-Vergleich der Männer: BR Deutschland – Frankreich – Schweiz |                                                                     |
| Austragungsort                                                        | Darmstadt                                                           |
| Wettbewerbe                                                           | 1                                                                   |
| Datum                                                                 | 28./29. September 1963                                              |
| 1. FRG 2. SUI 3. FRA                                                  | 66 Punkte 38 Punkte 17 Punkte                                       |
| Chronik                                                               |                                                                     |
| ← FRG-FIN (M)                                                         | POL-FRG (M) →                                                       |

Im zwölften Vergleich des Länderkampfjahres 1963 kam es zum zweiten Zehnkampf-Vergleich der Saison in einer Begegnung der drei Länder Deutschland, Frankreich und Schweiz, die wie der Länderkampf der Männer gegen Finnland am 28./29. September ausgetragen wurde. Gastgeber war Darmstadt. In dieser Konstellation hatte es zuvor noch kein Aufeinandertreffen gegeben.

## Wettbewerbe und Modus
Jede Nation stellte sechs Zehnkämpfer, von denen die fünf Besten gewertet wurden. Die Wertung erfolgte nach folgendem System: 1. Platz: 16 Punkte / 2. Pl.: 14 P. / 3. Pl.: 13 P. / 4. Pl.; 12 P. / … Für das Resultat im Zehnkampf kam die Punktetabelle von 1952 zur Anwendung.

## Ergebnis
Obwohl die erste Garde der bundesdeutschen Zehnkämpfer nicht am Start war, belegten die fünf gewerteten bundesdeutschen Teilnehmer vor allen Konkurrenten die Ränge eins bis fünf und brachten somit die Maximalpunktzahl 66 auf ihr Konto. Auf den nächsten vier Rängen dahinter folgten nur Schweizer Athleten, was der Schweiz, deren fünftbester Vertreter Dreizehnter wurde, mit 38 Punkten den zweiten Platz in diesem Ländervergleich. Frankreich belegte mit siebzehn Punkten abgeschlagen den dritten und letzten Platz.

## Legende
Kurze Übersicht zur Bedeutung der Symbolik – so üblicherweise auch in sonstigen Veröffentlichungen verwendet:
| NMH | keine Höhe (No Mark) |

### Zehnkampf
| Platz | Name                 | Nation | Punkte | 100 m  | Weit- sprung | Kugel- stoßen | Hoch- sprung | 400 m  | 110 m Hürden | Diskus- wurf | Stabhoch- sprung | Speer- wurf | 1500 m      |
| ----- | -------------------- | ------ | ------ | ------ | ------------ | ------------- | ------------ | ------ | ------------ | ------------ | ---------------- | ----------- | ----------- |
| 01    | Heinz Gabriel        | FRG    | 7129   | 11,0 s | 6,92 m       | 12,63 m       | 1,78 m       | 49,0 s | 15,7 s       | 44,68 m      | 3,80 m           | 53,06 m     | 4:21,6 min  |
| 02    | Horst Beyer          | FRG    | 6993   | 11,4 s | 7,02 m       | 13,32 m       | 1,84 m       | 51,5 s | 14,8 s       | 36,45 m      | 3,70 m           | 49,30 m     | 4:20,2 min  |
| 03    | Manfred Pflugbeil    | FRG    | 6965   | 11,2 s | 6,70 m       | 13,61 m       | 1,83 m       | 50,6 s | 15,3 s       | 40,00 m      | 3,70 m           | 54,33 m     | 4:28,2 min  |
| 04    | Jörg Mattheis        | FRG    | 6957   | 11,3 s | 6,92 m       | 13,37 m       | 1,87 m       | 51,4 s | 16,7 s       | 43,20 m      | 3,60 m           | 60,31 m     | 4:21,2 min  |
| 05    | Hermann Alms         | FRG    | 6665   | 10,9 s | 6,28 m       | 13,67 m       | 1,60 m       | 51,8 s | 15,2 s       | 37,79 m      | 3,30 m           | 59,13 m     | 4:42,2 min  |
| 06    | Edgar Schurtenberger | SUI    | 6537   | 11,0 s | 6,55 m       | 12,03 m       | 1,65 m       | 49,2 s | 15,1 s       | 34,75 m      | 3,50 m           | 47,58 m     | 4:21,2 min  |
| 07    | Urs Trautmann        | SUI    | 6410   | 11,3 s | 6,47 m       | 13,19 m       | 1,90 m       | 53,0 s | 15,8 s       | 44,48 m      | 3,60 m           | 52,58 m     | 5:05,2 min  |
| 08    | Werner Duttweiler    | SUI    | 6249   | 11,2 s | 6,89 m       | 13,02 m       | 1,87 m       | 53,4 s | 16,1 s       | 34,51 m      | 3,60 m           | 54,41 m     | 4:56,6 min  |
| 09    | Hans-Rudolf Kolb     | SUI    | 6170   | 11,4 s | 6,63 m       | 10,68 m       | 1,71 m       | 52,2 s | 15,5 s       | 30,93 m      | 3,80 m           | 52,78 m     | 4:23,2 min  |
| 10    | Erich Kriegisch      | FRG    | 6068   | 11,6 s | 6,61 m       | 11,80 m       | 1,75 m       | 52,1 s | 16,7 s       | 31,97 m      | 4,10 m           | 50,15 m     | 4:37,2 min  |
| 11    | Albert Bernadini     | FRA    | 6067   | 11,4 s | 6,74 m       | 13,31 m       | 1,65 m       | 55,6 s | 16,3 s       | 39,87 m      | 4,10 m           | 59,84 m     | 5:28,3 min  |
| 12    | Jean Jacques Derbise | FRA    | 5930   | 11,3 s | 6,35 m       | 12,46 m       | 1,70 m       | 52,5 s | 15,8 s       | 40,53 m      | 3,40 m           | 53,40 m     | 5:04,0) min |
| 13    | Heinz Blattmann      | SUI    | 5756   | 11,4 s | 6,69 m       | 10,99 m       | 1,60 m       | 52,3 s | 16,1 s       | 35,68 m      | 3,60 m           | 49,72 m     | 4:42,6 min  |
| 14    | Jean Pierre Duclos   | FRA    | 5691   | 11,6 s | 6,33 m       | 11,97 m       | 1,70 m       | 53,1 s | 15,5 s       | 39,32 m      | 3,30 m           | 50,93 m     | 5:02,6 min  |
| 15    | Michel Doisneau      | FRA    | 5522   | 11,7 s | 6,73 m       | 11,47 m       | 1,71 m       | 55,4 s | 17,3 s       | 45,66 m      | 3,30 m           | 49,58 m     | 5:00,6 min  |
| 16    | Heinrich Staub       | SUI    | 5252   | 11,7 s | 6,39 m       | 10,97 m       | 1,78 m       | 53,1 s | 14,8 s       | 31,78 m      | NMH              | 51,40 m     | 5:00,8 min  |
| 17    | Serge Bointo         | FRA    | 4973   | 12,0 s | 6,44 m       | 12,26 m       | 1,71 m       | 57,3 s | 16,9 s       | 37,00 m      | 3,20 m           | 54,93 m     | 5:35,0 min  |
| 18    | Christian Buzenet    | FRA    | 4222   | 12,3 s | 5,92 m       | 12,53 m       | 1,65 m       | 56,5 s | 19,3 s       | 30,10 m      | 3,50 m           | 40,92 m     | 5:30,3 min  |